# Argentina Open 2019
Argentina Open 2019 byl tenisový turnaj pořádaný jako součást mužského okruhu ATP Tour, který se odehrával v areálu Buenos Aires Lawn Tennis Clubu na otevřených antukových dvorcích. Konal se mezi 11. až 17. února 2019 v argentinském hlavním městě Buenos Aires jako dvacátý druhý ročník turnaje.
Turnaj s rozpočtem 673 135 dolarů patřil do kategorie ATP World Tour 250. Nejvýše nasazeným hráčem ve dvouhře se stal osmý hráč světa a obhájce trofeje Dominic Thiem z Rakouska, jenž dohrál ve druhém kole na raketě Marterera. Jako poslední přímý účastník nastoupil do hlavní singlové soutěži 88. hráč žebříčku Uruguayec Pablo Cuevas.
Ttetí singlový titul na okruhu ATP Tour ve třetím kariérním finále vybojoval 26letý Ital Marco Cecchinato. Premiérovou společnou trofej ze čtyřhry ATP získal argentinský pár Máximo González a Horacio Zeballos.

## Rozdělení bodů a finančních odměn

### Rozdělení bodů
| Soutěž  | vítězové | finalisté | semifinalisté | čtvrtfinalisté | 16 v kole | 32 v kole | Q  | Q2 | Q1 |
| ------- | -------- | --------- | ------------- | -------------- | --------- | --------- | -- | -- | -- |
| dvouhra | 250      | 150       | 90            | 45             | 20        | 0         | 12 | 6  | 0  |
| čtyřhra | 250      | 150       | 90            | 45             | 0         | —         | —  | —  | —  |

### Finanční odměny
| Soutěž                              | vítězové | finalisté | semifinalisté | čtvrtfinalisté | 16 v kole | 32 v kole | Q2     | Q1     |
| ----------------------------------- | -------- | --------- | ------------- | -------------- | --------- | --------- | ------ | ------ |
| dvouhra                             | $101 830 | $55 065   | $30 410       | $17 275        | $9 940    | $5 950    | $2 880 | $1 440 |
| čtyřhra                             | $33 400  | $17 120   | $9 280        | $5 310         | $3 110    | —         | —      | —      |
| částka ve čtyřhře je uvedena na pár |          |           |               |                |           |           |        |        |

## Mužská dvouhra

### Nasazení
| Stát                          | Hráč              | ATP | Nasazení |
| ----------------------------- | ----------------- | --- | -------- |
| Rakousko                      | Dominic Thiem     | 8.  | 1.       |
| Itálie                        | Fabio Fognini     | 15. | 2.       |
| Itálie                        | Marco Cecchinato  | 19. | 3.       |
| Argentina                     | Diego Schwartzman | 20. | 4.       |
| Portugalsko                   | João Sousa        | 39. | 5.       |
| Chile                         | Nicolás Jarry     | 41. | 6.       |
| Srbsko                        | Dušan Lajović     | 42. | 7.       |
| Tunisko                       | Malek Džazírí     | 43. | 8.       |
| Žebříček ATP ke 4. únoru 2019 |                   |     |          |

### Jiné formy účasti
Následující hráči obdrželi divokou kartu do hlavní soutěže:
- Félix Auger-Aliassime
- Francisco Cerúndolo
- David Ferrer

Následující hráč obdržel do hlavní soutěže zvláštní výjimku:
- Juan Ignacio Londero

Následující hráči postoupili z kvalifikace:
- Marcelo Arévalo
- Facundo Bagnis
- Rogério Dutra da Silva
- Lorenzo Sonego

### Odhlášení
před začátkem turnaje
- Pablo Carreño Busta → nahradil jej  Cristian Garín

## Mužská čtyřhra

### Nasazení
| Stát                                                                                   | Hráč              | Stát      | Hráč             | ATP  | Nasazení |
| -------------------------------------------------------------------------------------- | ----------------- | --------- | ---------------- | ---- | -------- |
| Argentina                                                                              | Máximo González   | Argentina | Horacio Zeballos | 64.  | 1.       |
| Uruguay                                                                                | Pablo Cuevas      | Španělsko | Marc López       | 80.  | 2.       |
| Brazílie                                                                               | Marcelo Demoliner | Dánsko    | Frederik Nielsen | 109. | 3.       |
| Česko                                                                                  | Roman Jebavý      | Argentina | Andrés Molteni   | 109. | 4.       |
| Žebříček ATP ke 4. únoru 2019; číslo je součtem žebříčkového postavení obou členů páru |                   |           |                  |      |          |

### Jiné formy účasti
Následující páry obdržely divokou kartu do hlavní soutěže:
- Federico Delbonis /  Guillermo Durán
- Sander Gillé /  Joran Vliegen

## Přehled finále

### Mužská dvouhra
- Marco Cecchinato vs.  Diego Schwartzman, 6–1, 6–2

### Mužská čtyřhra
- Máximo González /  Horacio Zeballos vs.  Diego Schwartzman /  Dominic Thiem, 6–1, 6–1